# DIR

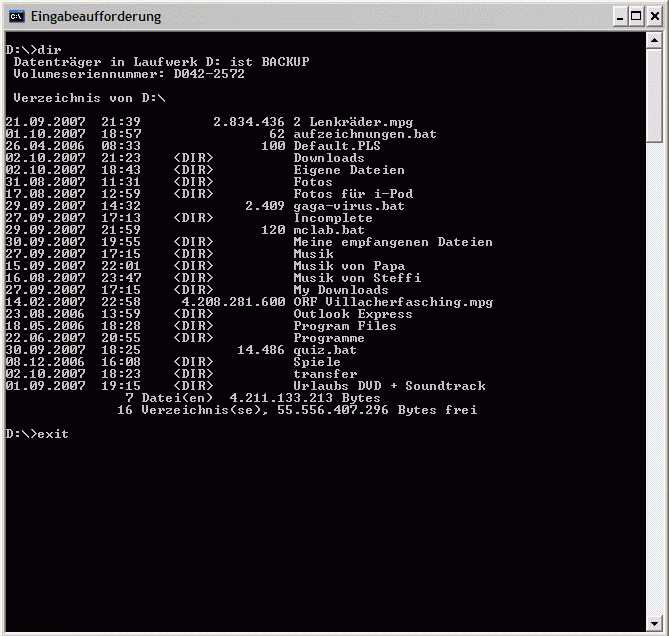
O uso do comando DIR (Directory) no cmd (Prompt de comandos)

DIR (Directory) é um comando de vários sistemas operativos para listar o conteúdo de uma diretoria (diretório ou pasta), permitindo saber os ficheiros (arquivos) e outras diretorias (diretórios) aí existentes. Este é um dos comandos que permite consultar o conteúdo do disco do computador a partir da linha de comandos, sendo bastante conhecida a versão do sistema MS-DOS / PC-DOS. Este comando ou similar aparece em outros sistemas tais como: CP/M, VMS, AmigaDOS, OS/2 ou no cmd.exe do MS-Windows.

## Exemplos
Para utilizar o DIR no MS-Windows, prima Win (o símbolo do windows) + R, digite "cmd" e vai abrir uma janela preta então clique nela e digite: "dir"
```
C:\> dir

Pasta de C:\

dd/mm/aaaa  hh:mm    <DIR>           Windows
```

1. ↑  Rügheimer, Hannes; Spanik, Christian (1988). AmigaDOS quick reference. [S.l.]: Grand Rapids, Mi : Abacus